# Brzeźno Małe (Basse-Silésie)
Pour les articles homonymes, voir Brzeźno Małe.
Brzeźno Małe est une localité polonaise de la gmina d'Oborniki Śląskie, située dans le powiat de Trzebnica en voïvodie de Basse-Silésie.